# Maria Körber
Maria Körber (* 23. Juni 1930 in Berlin als Maria Christiane Harlan; † 14. Mai 2018 ebenda) war eine deutsche Schauspielerin.

## Leben

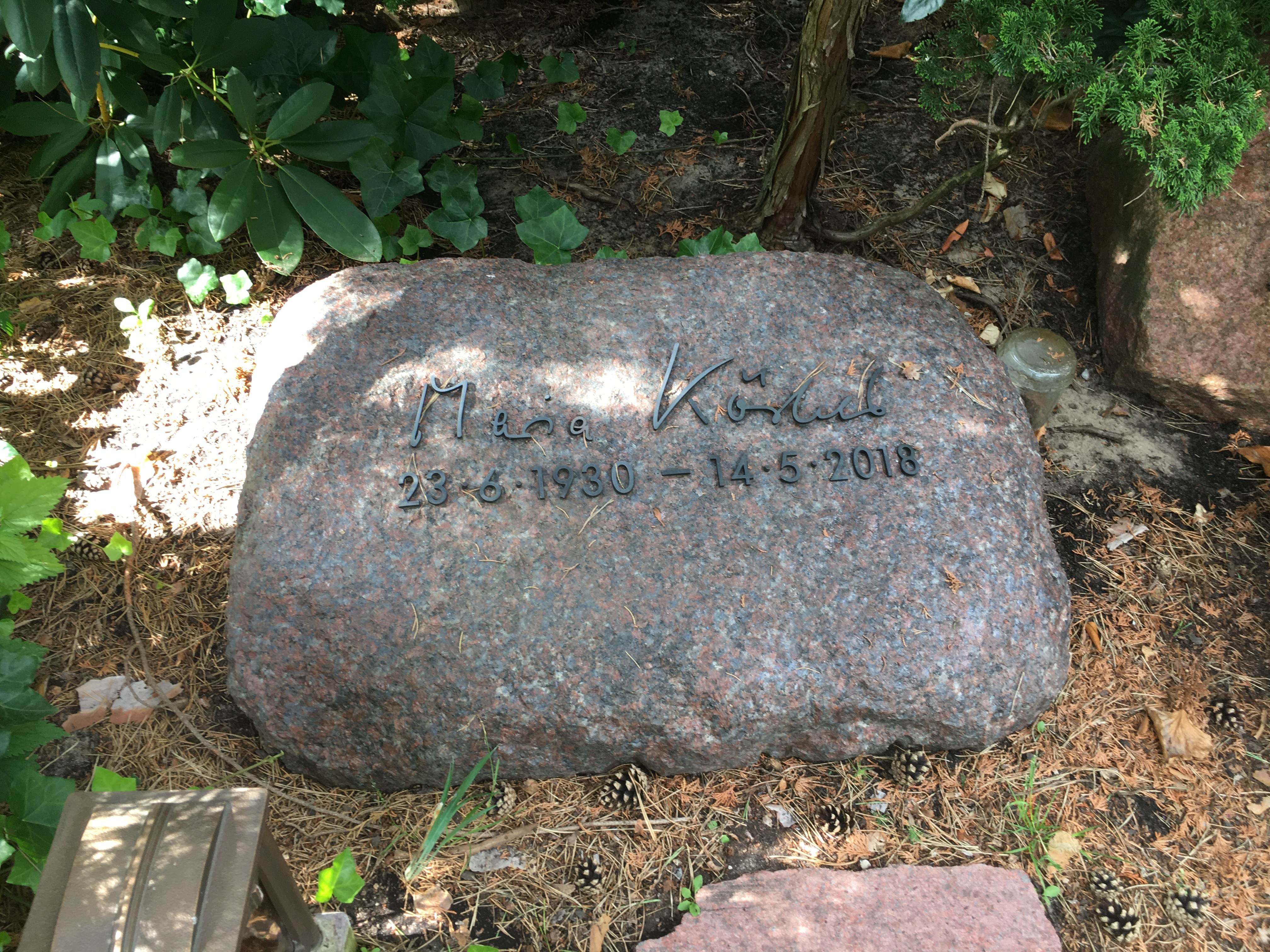
Grabstätte

Maria Körber war die Tochter des Filmregisseurs Veit Harlan und der Schauspielerin Hilde Körber. Körber war somit die Cousine von Christiane Kubrick, Witwe des Filmemachers Stanley Kubrick. Nach der Scheidung ihrer Eltern im Jahr 1938 nahm sie den Geburtsnamen ihrer Mutter an. 1947 bis 1949 erhielt sie Schauspielunterricht am Hebbel-Theater und bei Marlise Ludwig in Berlin. 1948 gab sie ihr Debüt in Die Fliegen.
1949 erhielt sie ein Engagement am Staatstheater Oldenburg, wo sie im selben Jahr als Eve in Der zerbrochne Krug auftrat. 1950 bis 1953 war sie unter anderem am Theater am Kurfürstendamm zu sehen, 1953 am Nationaltheater Mannheim und am Hessischen Staatstheater Wiesbaden, 1954 bis 1959 an den Bühnen der Freien Hansestadt Bremen, 1957/58 am Renaissance-Theater Berlin und am Thalia Theater Hamburg unter Intendant Willy Maertens. Als freischaffende Schauspielerin gastierte sie von 1960 bis 1974 an zahlreichen deutschen Theatern, danach wurde sie Mitglied der Staatlichen Schauspielbühnen Berlin, gastierte jedoch weiter an anderen Bühnen, so 1985 am Theater Kleine Freiheit in München.
Im Kino war Maria Körber meist in kleineren Rollen zu sehen. Eine wichtige Aufgabe erhielt sie in Durchbruch Lok 234, wo sie die Ehefrau eines DDR-Flüchtlings spielte. In der Sexkomödie Sonne, Sylt und kesse Krabben, einem für sie untypischen Filmgenre, verkörperte sie eine zu Recht misstrauische Ehefrau. Größere Rollen übernahm sie in zahlreichen Fernsehspielen und -serien wie Unser Charly als Großmutter Rosa Bergner.
Sie arbeitete auch im Hörfunk und in der Synchronisation, wo sie unter anderem Leslie Caron, Julie Andrews, Susan Strasberg und Debbie Reynolds ihre Stimme lieh. In den 1990er Jahren hatte sie in Berlin eine eigene Schauspielschule, das Schauspielstudio Maria Körber.
Maria Körber war in erster Ehe mit dem Schauspieler Walter Buschhoff verheiratet, mit dem sie einen Sohn hatte. In zweiter Ehe war sie bis zu ihrem Tod mit dem Schauspieler und Synchronsprecher Joachim Kerzel verheiratet.
Maria Körber starb im Alter von 87 Jahren und ruht auf dem Waldfriedhof Dahlem im Berliner Bezirk Steglitz-Zehlendorf auf Feld 009-422.
Sie war die Schwester des deutschen Autors und Regisseurs Thomas Harlan.

## Filmografie (Auswahl)
- 1950: Drei Mädchen spinnen
- 1955: Sommerliebe
- 1957: Der Richter und sein Henker (TV)
- 1958: Ein idealer Gatte (TV)
- 1962: Letzter Punkt der Tagesordnung (TV)
- 1962: Der rote Hahn (TV)
- 1962: Der Biberpelz (TV)
- 1963: Durchbruch Lok 234
- 1964: Die fünfte Kolonne – Der Gast (TV-Serie)
- 1964: Hafenpolizei – Gefährliche Geschenke (TV-Serie)
- 1965: Überstunden (TV)
- 1967: Liebesgeschichten (TV-Serie)
- 1968: Morgens um Sieben ist die Welt noch in Ordnung
- 1970: Wie ein Träne im Ozean
- 1970: Cher Antoine oder Die verfehlte Liebe (TV)
- 1970: Sessel zwischen den Stühlen (TV)
- 1971: Doppelgänger (TV-Serie)
- 1971: Sonne, Sylt und kesse Krabben / Nackte Liebe im heißen Sand
- 1972: Auf den Spuren der Anarchisten (TV)
- 1972: Alle reden von Liebe (TV)
- 1973: Wenn alle anderen fehlen (TV)
- 1973: Verwandte sind auch Menschen (TV)
- 1974: Im Vorhof der Wahrheit (TV)
- 1974: Arsène Lupin (TV)
- 1975: Im Werk notiert (TV-Serie)
- 1977: In freier Landschaft (TV)
- 1977: Der Haupttreffer (TV)
- 1977: Heinrich Zille (TV)
- 1978: Café Wernicke (TV-Serie)
- 1978: Die Freiheiten der Langeweile (TV)
- 1980: Ein typischer Fall (TV)
- 1980: Tatort – Mit nackten Füßen (TV)
- 1981: Mit Gewissenhaftigkeit und Würde (TV)
- 1981: Die Laurents (TV-Serie)
- 1981: Das Traumschiff – Die erste Reise: Karibik (TV-Serie)
- 1981: Tatort – Usambaraveilchen (TV-Serie)
- 1984: Berliner Weiße mit Schuß (TV-Serie)
- 1985: Es muß nicht immer Mord sein – Nur ein Routinefall  (TV-Serie)
- 1985: Die Schwarzwaldklinik – 1. Folge (TV-Serie)
- 1986: Hessische Geschichten (TV-Serie)
- 1989: Der Bettler vom Kurfürstendamm (TV)
- 1990: Tatort – Tod einer Ärztin
- 1992: Großstadtrevier – Revanche (TV-Serie)
- 1995: Ein Fall für zwei – Eine offene Rechnung (TV-Serie)
- 1995: Ein Fall für zwei – Mordsgefühle
- 1995: Wolken am Horizont (TV-Serie Rosamunde Pilcher)
- 1999: Der letzte Zeuge – Unter die Haut (TV-Serie)
- 1999: Das Ärzteteam Nord (TV-Serie) – Schatten der Vergangenheit (Folge 6) – als Frau Paschke
- 1999: Downhill City
- 2001: Oh du Liebezeit (TV)
- 2002: Brüder (TV)
- 2002: Unser Charly – Charly auf Tour (TV-Serie)
- 2002: Unser Charly – Licht am Horizont
- 2003: Unser Charly – Chaos für zwei
- 2003: Verkauftes Land (TV)
- 2006: Ein starkes Team – Sippenhaft (TV-Serie)
- 2007: Gegenüber

## Hörspiele (Auswahl)
- 1951: V. R. Becker, Shelagh Fraser: Sechs im ersten Rang (Peggy Taylor) – Regie: Karl Metzner (RIAS Berlin)
- 1958: Karla Höcker: Die Abenteuer von Paulette (Paulette) – Regie: Theodor Steiner (HR)
- 1963: Alfred Andersch: Vergebliche Brautschau – Bilder aus dem Leben eines Playboys (Pamela) – Regie: Gerd Beermann (SWF / RB)
- 1971: Honoré de Balzac: Verlorene Illusionen (6 Teile) (Eva, Luciens Schwester) – Regie: Fritz Schröder-Jahn (HR / WDR)
- 1971: Kazimierz Orlos: Stillschweigende Abmachung – Regie: Siegfried Niemann (SFB)
- 1975: Henry Slesar: Die Sache mit der freundlichen Kellnerin (Thelma, Kellnerin) – Regie: Friedhelm von Petersson (SFB / RB)
- 1975: Marianne Eichholz, Dieter Löcherbach: Glückwünsche für Marie (Marie) – Regie: Günter Bommert (RIAS Berlin)
- 1979: Albertine Junker: Ein Mann für Muttern. Damals war’s – Geschichten aus dem alten Berlin (Pauline Kanthaak) (Geschichte Nr. 31 in 12 Folgen) – Regie: Ivo Veit (RIAS Berlin)[4]
- 1985: Theodor Fontane: Jenny Treibel (2 Teile) (Titelrolle) – Regie: Hans Rosenhauer (NDR)
- 1996: Christina Calvo: Pension Isabel – Regie: Hans Rosenhauer (DeutschlandRadio Berlin)